# Bělá (district de Pelhřimov)
Pour les articles homonymes, voir Bělá.
Bělá (en allemand : Biela) est une commune du district de Pelhřimov, dans la région de Vysočina, en République tchèque. Sa population s'élevait à 51 habitants en 2020.

## Géographie
Bělá se trouve à 14 km au sud-sud-est de Pelhřimov, à 26 km à l'ouest-sud-ouest de Jihlava et à 104 km au sud-est de Prague.
La commune est limitée par Pelhřimov au nord, par Horní Cerekev à l'est, par Počátky et Polesí au sud, et par Veselá à l'ouest.

## Histoire
La première mention écrite du village date de 1517.

## Transports
Par la route, Bělá se trouve à 18,5 km de Pelhřimov, à 30 km de Jihlava et à 135 km de Prague.